# Pat Sullivan

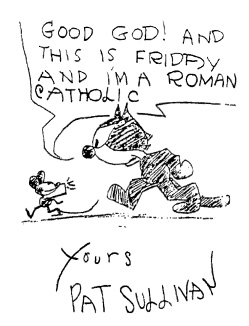
Disegno/schizzo Felix the cat con firma e saluti di Pat Sullivan

Patrick Sullivan, detto Pat (Sydney, 22 febbraio 1885 – New York, 15 febbraio 1933), è stato un fumettista e animatore australiano.

## Biografia
Era il secondo figlio di un tassista emigrato dall'Irlanda in Australia; studiò prima dai fratelli Maristi presso la scuola San Benedetto, a Chippendale (New South Wales, Australia), e poi al St Mary Cathedral High School di Woolloomooloo, un sobborgo di Sydney e poi lavorò come guardiano frequentando dei corsi presso la Art Society di New South Wales e realizzando vignette e illustrazioni in Australia fino al 1909 per il Worker e il Gadfly firmandosi come P. O'Sullivan.
Emigrato negli Stati Uniti d'America intorno al 1910, dopo aver trascorso diversi mesi a Londra dove aveva lavorato per un certo tempo al fumetto Ally Sloper, qui divenne l'assistente del fumettista William Marriner che lavorava per conto di un giornale, e in questo periodo creò un paio di strisce a fumetti: Willing Waldo e Old Pop Perkins. Quando Marriner morì nel 1914, Sullivan entrò nel nuovo studio d'animazione creato da Raoul Barré. Nel 1916 Sullivan decise di avviare un proprio studio e fece una serie chiamata Sammy Johnsin, basata su una striscia di Marriner sul quale aveva lavorato.
Nel 1917 fu condannato per lo stupro di una ragazza di 14 anni, trascorse nove mesi in carcere, durante i quali lo studio rimase in pausa. Morì il 15 febbraio 1933 all'età di 46 anni al Sharman Plaza Hospital di New York per polmonite e alcolismo ed è sepolto nel cimitero della cattedrale di Scranton, Pennsylvania.

## Controversie
Controversa è la questione se Felix the cat sia stato creato da Sullivan o dal suo animatore Otto Messmer. Storici dell'animazione americani hanno avallato la versione di Messmer in quanto animatore principale della serie Felix, tuttavia non è dimostrato che Messmer abbia inventato il gatto in quanto Pat Sullivan realizzò un cortometraggio nel 1917 intitolato The Tail of Thomas Kat che potrebbe essere visto come un prototipo del personaggio e la grafia in Feline Follies, pellicola del 1919 che ha iniziato la serie di corti del personaggio di Felix, era di Sullivan piuttosto che di Messmer.
Con Mickey Mouse i cartoni animati sonori erano diventati di moda verso la fine del 1928 e Sullivan, dopo essersi rifiutato di convertirsi al sonoro, bloccando addirittura la serie nel 1930, dovette adattarsi alla nuova moda annunciando la serie sonora di Felix nel 1933, ma ormai la fama di Mickey Mouse aveva travolto Felix relegandolo in basso nelle preferenze del pubblico.

## Opere
- Felix the Cat (dubbia)
- Willing Waldo
- Old Pop Perkins
- Obliging Oliver

## Filmografia

### Regista
- Sammie Johnsin Hunter (1916)
- Sammie Johnsin Strong Man (1916)
- Sammie Johnsin Magician (1916)
- Sammie Johnsin Gets a Job (1916)
- Sammie Johnsin in Mexico (1916)
- Sammie Johnsin Minds the Baby (1916)
- Sammie Johnsin at the Seaside (1916)
- Sammie Johnsin's Love Affair (1916)
- The Trials of a Movie Cartoonist (1916)
- Sammie Johnsin and His Wonderful Lamp (1916)
- Sammie Johnsin Slumbers Not (1916)
- The Trials of Willie Winks (1917)
- Boomer Bill's Awakening (1917)
- Fearless Freddie in the Woolly West (1917)
- The Tail of Thomas Kat (1917)
- Inbad the Sailor (1917)
- A Good Story About a Bad Egg (1917)
- Boomer Bill Goes to Sea (1917)
- A Barnyard Nightmare (1917)
- Twenty Thousand Laughs Under the Sea (1917)
- Cupid Gets Some New Dope (1917)
- Box Car Bill Falls in Luck (1917)
- How Charlie Captured the Kaiser (1918)
- Over the Rhine with Charlie (1918)
- Hardrock Dome, the Great Detective (1919)
- Charlie in Turkey (1919)
- Hardrock Dome, the Great Detective, Episode 2
- Hardrock Dome, the Great Detective, Episode 3
- Charlie Treats 'Em Rough (1919)
- Getting a Story, or the Origin of the Shimmie (1919)

### Produttore
- The Trials of Willie Winks, regia di Pat Sullivan (1917)
- Boomer Bill's Awakening, regia di Pat Sullivan (1917)
- Fearless Freddie in the Woolly West, regia di Pat Sullivan (1917)
- A Day in the Life of a Dog, regia di Will Anderson (1917)
- The Tail of Thomas Kat, regia di Pat Sullivan (1917)
- The Love Affair of Ima Knut, regia di Otto Messmer (1917)
- Inbad the Sailor, regia di Pat Sullivan (1917)
- A Good Story About a Bad Egg, regia di Pat Sullivan (1917)
- Boomer Bill Goes to Sea, regia di Pat Sullivan (1917)
- A Barnyard Nightmare, regia di Pat Sullivan (1917)
- Twenty Thousand Laughs Under the Sea, regia di Pat Sullivan (1917)
- Them Were the Happy Days, regia di Otto Messmer (1917)
- Cupid Gets Some New Dope, regia di Pat Sullivan (1917)
- A Pesky Pup, regia di Joseph Harwitz (1917)
- Young Nick Carter Detectiff, regia di Will Anderson (1917)
- Duke Dolittle's Jungle Fizzle, regia di Charles Saxon (1917)
- Seven Cutey Pups, regia di Vincent Colby (1917)
- Monkey Love, regia di Ernest Smythe (1917)
- Box Car Bill Falls in Luck, regia di Pat Sullivan (1917)
- Hammon Egg's Reminiscences (1917)
- A Good Liar, regia di Otto Messmer (1917)
- A Barnyard Hamlet, regia di W.E. Stark (1917)
- Doing His Bit (1917)
- Colonel Pepper's Mobilized Farm (1917)
- How Charlie Captured the Kaiser, regia di Otto Messmer (1918)
- Over the Rhine with Charlie, regia di Pat Sullivan (1918)
- Musical Mews, regia di Otto Messmer (1919)
- Charlie in Turkey, regia di Pat Sullivan (1919)
- Charlie Treats 'Em Rough, regia di Pat Sullivan (1919)
- Feline Follies, regia di Otto Messmer (1919)
- The Adventures of Felix
- Felix Hits the North Pole
- Kill or Cure, regia di Otto Messmer (1920)
- My Hero, regia di Otto Messmer (1920)
- Felix the Landlord
- Free Lunch
- The Hypnotist, regia di Otto Messmer (1921)
- Felix Goes on Strike
- The Love Punch
- Out of Luck
- Felix Left at Home
- Felix the Gay Dog
- Felix Comes Back
- Felix Saves the Day
- Felix at the Fair
- Felix Makes Good
- Felix All at Sea
- Felix in Love
- Felix in the Swim
- Felix Finds a Way
- Felix Gets Revenge
- Felix Wakes Up
- Felix Minds the Kid
- Felix Turns the Tide
- Fifty-Fifty, regia di Pat Sullivan (1922)
- Felix on the Trail (1922)
- 1922 : Felix Lends a Hand
- 1922 : Felix Gets Left
- 1922 : Felix in the Bone Age
- 1923 : Felix the Ghost Breaker
- 1923 : Felix and the Radio
- 1923 : Felix Wins Out
- 1923 : Felix Tries for Treasure
- 1923 : Felix Revolts
- 1923 : Felix Calms His Conscience
- 1923 : Felix the Globe Trotter
- 1923 : Felix Gets Broadcasted
- 1923 : Felix Strikes It Rich
- 1923 : Felix in Hollywood
- 1923 : Felix in Fairyland
- 1923 : Felix Laughs Last
- 1923 : Felix Fills a Shortage
- 1923 : Felix the Goat Getter
- 1923 : Felix Goes A-Hunting
- 1924 : Felix Out of Luck
- 1924 : Felix Minds His Business
- 1924 : Felix 'Hyps' the Hippo
- 1924 : Felix Grabs His Grub
- 1924 : Felix Foozled
- 1924 : Felix Fairy Tales
- 1924 : Felix Cashes In
- 1924 : Felix Loses Out
- 1924 : Felix Hits the Hipps
- 1924 : Felix Crosses the Crooks
- 1924 : Felix Tries to Rest
- 1924 : Felix Doubles for Darwin
- 1924 : Felix Pinches the Pole
- 1924 : Felix Puts It Over
- 1924 : Friend in Need
- 1924 : Baffled by Banjos
- 1924 : Felix All Balled Up
- 1924 : Felix Goes West
- 1924 : Felix Brings Home the Bacon
- 1924 : Felix Finds Out
- 1924 : Felix Finishes First
- 1924 : Felix Goes Hungry
- 1925 : Felix Wins and Loses
- Felix All Puzzled
- Felix Follows the Swallows
- Felix Rests in Peace
- Felix Gets His Fill
- Felix Full o' Fight
- Felix Outwits Cupid
- Felix Monkeys with Magic
- Felix Cops the Prize
- Felix Gets the Can
- Felix Finds 'Em Fickle
- Felix Dopes It Out
- Felix Trifles with Time
- Felix the Cat Busts in to Business
- Felix the Cat Trips Thru Toyland
- Felix the Cat on the Farm
- Felix the Cat on the Job
- The Cold Rush
- Eats Are West
- Felix the Cat Tries the Trades
- At the Rainbow's End, regia di Otto Messmer (1925)
- Felix the Cat Kept Walking
- 1926 : Felix the Cat Dines and Pines
- 1926 : Felix the Cat Spots the Spooks
- 1926 : Felix the Cat Flirts with Fate
- 1926 : Felix the Cat in Blunderland
- 1926 : Felix Fans the Flames
- 1926 : Felix the Cat Laughs It Off
- 1926 : Felix the Cat Weathers the Weather
- 1926 : Felix the Cat Uses His Head
- 1926 : Felix the Cat Misses the Cue
- 1926 : Felix the Cat Braves the Briny
- 1926 : A Tale of Two Kitties (1926)
- 1926 : Felix Scoots Through Scotland
- 1926 : Felix the Cat Rings the Ringer
- 1926 : School Daze (1926)
- 1926 : Felix the Cat Seeks Solitude
- 1926 : Felix the Cat Misses His Swiss
- 1926 : Gym Gems
- 1926 : Two-Lip Time
- 1926 : Scrambled Eggs
- 1926 : Felix the Cat Shatters the Sheik
- 1926 : Felix the Cat Hunts the Hunter
- 1926 : Land O'Fancy
- 1926 : Felix the Cat Busts a Bubble
- 1926 : Reverse English
- 1926 : Felix the Cat Trumps the Ace
- 1926 : Felix the Cat Collars the Button
- 1926 : Zoo Logic
- 1927 : Pedigreedy
- 1927 : Icy Eyes
- 1927 : Stars and Stripes, regia di Otto Messmer
- 1927 : Felix the Cat See's 'Em in Season
- 1927 : Barn Yarns
- 1927 : Germ Mania
- 1927 : Sax Appeal
- 1927 : Eye Jinks
- 1927 : Felix the Cat as Romeeow
- 1927 : Felix the Cat Ducks His Duty
- 1927 : Dough-Nutty
- 1927 : 'Loco' Motive
- 1927 : Art for Heart's Sake
- 1927 : The Travel-Hog
- 1927 : Felix the Cat, Jack of All Trades
- 1927 : The Non-Stop Fright
- 1927 : Wise Guise
- 1927 : Flim Flam Films
- 1927 : Felix the Cat Switches Witches
- 1927 : No Fuelin'
- 1927 : Daze and Knights
- 1927 : Uncle Tom's Crabbin'
- 1927 : Why and Other Whys
- 1927 : Felix the Cat Hits the Deck
- 1927 : Felix Behind in Front
- 1928 : Woos Whoopee
- 1928 : The Smoke Scream
- 1928 : Draggin' the Dragon
- 1928 : The Oily Bird
- 1928 : Ohm Sweet Ohm
- 1928 : Japanicky
- 1928 : Polly-tics
- 1928 : Comicalamities
- 1928 : Sure-Locked Homes
- 1928 : Eskimotive
- 1928 : Arabiantics
- 1928 : In and Out-Laws
- 1928 : Outdoor Indore
- 1928 : Futuritzy
- 1928 : Astronomeous
- 1928 : Jungle Bungles
- 1928 : The Last Life
- 1929 : One Good Turn
- 1929 : False Vases
- 1930 : Tee-Time
- 1930 : Skulls and Sculls
- 1930 : Oceantics
- 1930 : Hootchy Cootchy Parlais Vous
- 1930 : Forty Winks
- 1930 : April Maze
- 1931 : Backyard Serenade
- 1936 : The Goose That Laid the Golden Egg
- 1936 : Neptune Nonsense
- 1936 : Bold King Cole

### Sceneggiatore
- Sammie Johnsin Hunter, regia di Pat Sullivan (1916)
- Sammie Johnsin Strong Man, regia di Pat Sullivan (1916)
- Sammie Johnsin Magician, regia di Pat Sullivan (1916)
- Sammie Johnsin Gets a Job, regia di Pat Sullivan (1916)
- Sammie Johnsin in Mexico, regia di Pat Sullivan (1916)
- Sammie Johnsin Minds the Baby, regia di Pat Sullivan (1916)
- Sammie Johnsin at the Seaside, regia di Pat Sullivan (1916)
- Sammie Johnsin's Love Affair, regia di Pat Sullivan (1916)
- The Trials of a Movie Cartoonist, regia di Pat Sullivan (1916)
- Sammie Johnsin and His Wonderful Lamp, regia di Pat Sullivan (1916)
- Sammie Johnsin Slumbers Not, regia di Pat Sullivan (1916)